# Pérennialisme (spiritualité)

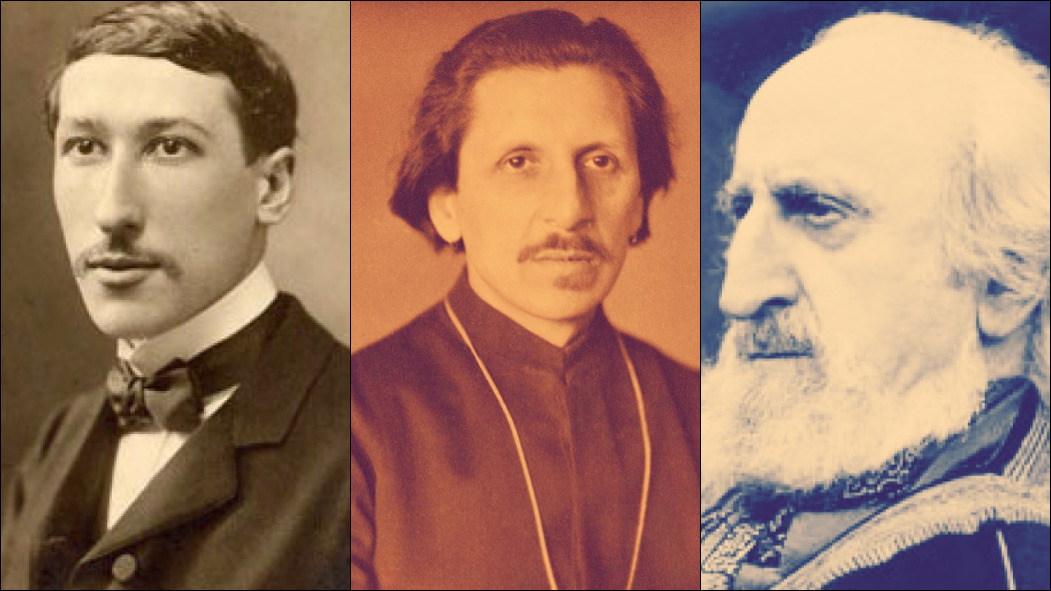
René Guénon, Ananda Coomaraswamy et Frithjof Schuon.

Le pérennialisme, également nommé traditionalisme, voire traditionalisme intégral ou même traditionnisme, est un ensemble de postures philosophiques caractérisées par la théorie de la « Tradition primordiale », selon laquelle les multiples formes traditionnelles (les religions révélées) sont des expressions différenciées d'une unique sagesse originelle. Les pérennialistes s'intéressent à la métaphysique, aux ésotérismes religieux, à la gnose. Ils se distinguent notamment par une critique affirmée de la pensée moderne, à laquelle ils reprochent de s'être écartée du divin, du sacré, du traditionnel, pour aboutir à une vision des choses essentiellement rationaliste, matérialiste et progressiste.
Les figures les plus connues de ce courant sont René Guénon, Ananda Coomaraswamy et Frithjof Schuon.

## Définitions

### Traditionalisme
La Tradition, au sens philosophique, est, selon Stéphane François, « essentiellement et fondamentalement d’ordre spirituel et métaphysique. Elle renvoie à une Tradition unique, « primordiale », c’est-à-dire antérieure à toutes les traditions locales. Elle se présente aussi comme une doctrine métaphysique, supra-humaine immémoriale, relevant de la connaissance de principes ultimes, invariables et universels ». Le même auteur souligne que selon René Guénon, « tous les courants ésotériques, franc-maçonnerie comprise, et traditions religieuses en général, ne seraient que des formes dégradées plus ou moins reconnaissables [de cette Tradition primordiale] ». François cite ensuite Guénon, pour qui, « la tradition primordiale est la source première et le fonds commun de toutes les formes traditionnelles particulières, qui procèdent par adaptation aux conditions particulières de tel peuple ou telle époque. »
Selon Antoine Faivre, les trois postulats du traditionalisme, ou du pérennialisme, sont l'existence d'une Tradition primordiale, l'incompatibilité entre modernité et Tradition et la possibilité de retrouver cette Tradition par la gnose qui permet, en principe, d'arriver à une connaissance intime du divin par une ascèse intellectuelle et spirituelle.

### Pérennialisme
La notion de traditionalisme se confond, mais seulement en partie, avec ce que certains auteurs notamment anglo-saxons appellent « pérennialisme ». Ce nom a été vulgarisé par celui qui a été, un temps, proche de Guénon, Fritjhof Schuon, et est parfois employé comme équivalent de « traditionalisme ». Selon Patrick Laude, « les principes de la vision pérennialiste reposent sur la notion de Tradition en tant que réalité divinement inspirée et instituée, dont le principe fondamental, la sagesse transcendante des âges, se manifeste à travers une diversité de révélations et de symboles en réponse aux diverses conditions de temps et de lieu. [...] le pérennialisme [...] est ésotérique, traditionnel et universaliste. »
Le terme « pérennialisme » est dérivé du latin perennis, qui a donné le français pérenne puis pérennité, c’est-à-dire « état, caractère de ce qui dure toujours » (Larousse, Robert). Pour les pérennialistes, le Principe unique et éternel de l’univers non seulement se révèle à l’homme au travers des religions ou traditions mais constitue la substance même de son intellect, son cœur spirituel, d’où la possibilité chez les plus grands sages d’une connaissance directe, non discursive, de la Réalité ou de la Vérité — l'Identité suprême,. Pour les pérennialistes, les diverses révélations ou religions procèdent et témoignent de la même source — la Tradition primordiale —, d’où le vocable religio perennis proposé par Frithjof Schuon pour se référer tant à cette sagesse éternelle qu'à l’ésotérisme doctrinal et méthodique sous-jacent à toute religion. Parmi plusieurs définitions possibles mais équivalentes, la sophia perennis (la sagesse pérenne, c’est-à-dire intemporelle, essentielle, primordiale, universelle) sera, toujours selon cet auteur, la connaissance de la Réalité ou de la Vérité une, et la philosophia perennis, la science des principes métaphysiques universels.
Bien que cette position intellectuelle ait toujours existé, ce n’est que dans la seconde moitié du XXe siècle qu’apparaît l’appellation d’« école pérennialiste » sous la plume d’auteurs proches de Schuon, qui voient en René Guénon et Ananda Coomaraswamy les précurseurs de ce courant également qualifié d'« école traditionaliste », désignation moins explicite que la première étant donné que les pérennialistes ne sont pas seuls à se considérer traditionalistes.

## Quelques postulats de la doctrine traditionnelle

### Origine non humaine de la Tradition
Pour Jean-Paul Lippi, spécialiste d'Evola, « Tous les traditionalistes partagent une même opinion sur l'origine de la Tradition » : elle n'est pas d'origine humaine, elle procède d'une source extérieure et transcendante, d'une révélation.

### Transmission du savoir et formes traditionnelles
Selon Michel Mirabail : « L'idée de Tradition implique la transmission d'un savoir et le caractère fondateur de ce savoir à l'égard des démarches d'une culture, d'une religion, d'une initiation. »
Lippi : « Si donc la Tradition consiste dans la transmission d'un savoir révélé, et si ce savoir est « unique dans son essence », selon une expression d'Evola, il en résulte nécessairement que les diverses formes traditionnelles historiquement repérables sont à la fois homologues et contingentes. » Selon René Guénon, « le véritable esprit traditionnel, de quelque forme il se revête, est partout et toujours le même au fond ; les formes diverses, qui sont spécialement adaptées à telles ou telles circonstances mentales, à telles ou telles circonstances de temps et de lieu, ne sont que des expressions d'une seule et même vérité ».

### Immanence de la transcendance
L'École de la Tradition ne rejette pas la dualité nature et Esprit, ou mondain et supramondain, elle affirme que la vision dualiste se résorbe, chez le sage accompli, en une conscience unitive,. La Tradition peut ainsi se définir, selon Evola, comme une « transcendance immanente, c'est-à-dire la présence réelle du non-humain dans l'humain, à travers certains êtres ou dans les élites. [...] En tant que « transcendance immanente », la Tradition ne concerne pas une abstraction qu'on peut contempler, mais une énergie qui, pour être invisible, n'en est pas moins réelle ». Il s'agit, précise Evola, « d'une transcendance par rapport à tout ce qui est simplement humain, physique, naturaliste et matérialiste, mais qui n'est pas pour autant quelque chose d'abstrait et de détaché». C'est ce qui explique que l'on puisse repérer, « dans la réalité historique, la présence de la superhistoire (la forme) dans l'histoire (la matière), de la transcendance dans l'immanence».

### Conception du temps: doctrine des cycles
La linéarité chronologique est une conception moderne. Ainsi, l’un des points communs des doctrines traditionnelles est la théorie des cycles. Selon Stéphane François, « cette théorie se fonde sur l’idée qu’à l’intérieur de chaque cycle », chaque culture, chaque civilisation ou chaque groupe humain « suit un parcours allant de la perfection vers le déclin spirituel et vers le matérialisme, chaque cycle étant lui-même dévolutif, c’est-à-dire allant vers un déclin toujours plus accentué ». Ainsi, comme le souligne Alain de Benoist, 
« 
l’histoire de l’humanité est interprétée comme « entropie métaphysique », comme chute, dégradation, déclin à partir d’un état primordial originel. Tous les auteurs traditionnels voient dans l’époque contemporaine le temps du Kali Yuga, c’est-à-dire l’apogée de l’âge le plus noir, la phase terminale du cycle, le terme du déclin spirituel. Le conflit entre Tradition et anti-tradition se cristallise en effet comme décadence [...]. L’opposition entre la pensée traditionnelle et l’idéologie du progrès s’avère donc totale, en même temps que d’une parfaite symétrie (mais d’une symétrie inversée) : tout ce que la conscience moderne analyse comme progrès, l’école traditionaliste l’interprète comme déclin : la Renaissance est une chute, la philosophie des Lumières un obscurcissement.
 »

### Tradition et pluralité des religions
Rejetant l'idée de progrès et le paradigme des Lumières, les auteurs pérennialistes décrivent le monde moderne comme une pseudo-civilisation décadente, dans laquelle se manifestent les pires aspects de l'ultime ère du cycle de notre humanité, l'Âge de fer de la mythologie grecque ou le Kali Yuga — l'âge sombre — de la cosmologie hindoue. À « l'erreur moderne », les pérennialistes opposent un héritage immuable d'origine divine, une « Tradition primordiale » (tradere = transmettre), présente dès l'origine de l'humanité et se cristallisant dans les diverses révélations ou religions, qui prônent le retour de l'homme vers son principe créateur.
Les pérennialistes affirment que les diverses traditions, malgré leurs différences formelles, ne partagent pas seulement la même origine divine mais recèlent également les mêmes principes métaphysiques, dont la connaissance relève de ce qu'on peut nommer « philosophia perennis ». Apparaissant à la Renaissance, cette expression est généralement associée au philosophe Leibniz, qui le doit lui-même au théologien du XVIe siècle Augustinus Steuchius. Mais cet idéal philosophique est plus ancien et on peut le retrouver dans le platonisme, dans la Chaîne d'or (seira) du néoplatonisme, dans la Lex primordialis patristique et le relier au  Dîn al-Fitra islamique et au Sanâtana dharma hindou.

### Théorie de l'évolution
Selon les traditionalistes, l’idée d’une évolution du genre humain à partir d’une espèce infra-humaine n’a pu se développer qu’en vertu d’une rationalité qui conteste tout ce qui la dépasse, — c’est-à-dire le surnaturel aussi bien dans le macrocosme que dans le microcosme —, et qui se manifeste en particulier par les philosophies modernes, dont la seule certitude est le doute. Dans ces conditions, le monde scientifique, majoritairement fermé aux doctrines traditionnelles et à la métaphysique, donc ignorant les degrés de la réalité dépassant le plan formel, n’avait d’autre choix que de se forger une philosophie acceptable à son propre entendement et qui, malgré son caractère hypothétique reconnu par une partie des scientifiques eux-mêmes, a été admise comme une évidence par la majorité des Occidentaux et même par une partie de l’Église, à l'encontre de ses propres dogmes. Conscients que le plus ne peut surgir du moins, comment peut-on croire, s’étonnent les traditionalistes, qu’une intelligence capable de parler et de lire, de s’interroger sur sa propre origine et sur sa destinée, capable également de sens moral et de création artistique, puisse procéder d’une conscience animale qui en est incapable? Sans parler de l’apparition du règne animal lui-même.
Selon Frithjof Schuon :
« [L]'origine de la créature n'est pas une substance du genre de la matière, c'est un archétype parfait et immatériel : parfait et par conséquent sans nul besoin d'évolution transformante ; immatériel et par conséquent ayant son origine dans l'Esprit et non dans la matière. Certes, il y a trajectoire ; celle-ci va, non à partir d'une substance inerte et inconsciente, mais à partir de l'Esprit — matrice de toutes les possibilités — au résultat terrestre, la créature ; résultat jailli de l'invisible à un moment cyclique où le monde physique était encore beaucoup moins séparé du monde psychique qu'aux périodes plus tardives et plus « durcissantes ». » « La réponse à l'évolutionnisme, c'est la doctrine des archétypes et des « idées », celles-ci relevant de l'Être pur — ou de l'Intellect divin — et ceux-là de la substance primordiale dans laquelle les archétypes « s'incarnent » par une sorte de réverbération. »

## Le rôle de René Guénon

### Le précurseur
L'auteur français René Guénon (1886-1951) fut à l'origine de ce qui allait être appelé par la suite « École de la Tradition » ou « École traditionnelle, traditionaliste, pérennialiste », qui a irrigué tous les courants associés à la philosophia perennis  ou sophia perennis à l'époque moderne. Antoine Compagnon, dans la préface de Guénon ou le renversement des clartés de Xavier Accart, le présente comme « le penseur de la Tradition et assurément un des intellectuels les plus influents du XXe siècle».
Sa thèse est que l'ensemble des traditions, qu'elles soient de nature religieuse ou non, sont des expressions différentes de la même vérité d'origine supra-humaine, la Tradition primordiale. Cette Tradition primordiale se situe hors du temps, c'est l'archétype de toutes les traditions spirituelles pour ce cycle de l'humanité. Jean Tourniac la définit comme suit:
« 
la norme et le pivot, le germe impérissable de tout le « sacré », de tout l'Univers manifesté macrocosmique et microcosmique, le fondement de toutes les traditions secondaires et des diverses religions, le dépôt éternel de la doctrine et de la Connaissance, en un mot le Temple de la Vérité éternelle, c'est [...] la Tradition primordiale [selon Guénon].
 »
Cette vérité unique qui sous-tend, d'après Guénon, toutes les traditions spirituelles du cycle de l'humanité, a été révélée dès l'origine de cette dernière et se voile au fur et à mesure du déroulement du cycle,,. La première tradition de ce cycle ne fut pas la Tradition primordiale mais une première réfraction de celle-ci.[réf. nécessaire]
Selon Jean-Pierre Laurant, « toute sa vie, René Guénon affirma avoir fondé ses certitudes sur les communications d'un maître hindou du Vedânta, autour de 1906, autour de sa vingtième année ». Ce fut en effet par l’hindouisme – que les Hindous nomment sanâtana-dharma, c’est-à-dire « loi éternelle, tradition pérenne » – que Guénon forgea sa conviction en l’existence d’une Tradition primordiale.

### Ésotérisme et exotérisme
Reprenant la distinction « qui existait, dans certaines écoles philosophiques de la Grèce antique, sinon dans toutes [...] entre deux aspects d'une même doctrine, l'un plus extérieur et l'autre plus intérieur », Guénon définit ainsi les domaines respectifs de l'exotérisme et de l'ésotérisme : l'exotérisme constitue, d'après une métaphore utilisée par Ibn Arabi, l'« écorce » de la doctrine, il s'adresse à tous et a pour objectif le salut post mortem, le paradis. L'exotérisme prend une forme religieuse pour les trois religions abrahamiques (judaïsme, christianisme, islam). L'ésotérisme, quant à lui, correspond au « noyau » de la doctrine, à la dimension initiatique de la voie. En son essence, il constitue le lien entre les différentes traditions spirituelles puisque la vérité ultime est la même dans toutes les traditions. Exotériquement, les traditions se contestent mutuellement, leurs différences résultant du fait que le message de chaque révélation était adapté à la mentalité particulière à tel peuple de telle époque ; mais les traditions authentiques (entre autres, pour Guénon, les trois religions abrahamiques ainsi que l'hindouisme, le bouddhisme et le taoïsme) sont une dans leur sens le plus profond : elles sont toutes la manifestation de la Tradition primordiale.
L'ésotérisme s'adresse à une « élite » spirituelle, seule apte à en tirer véritablement profit ; elle a pour objectif ultime la Délivrance, l'Union suprême,. Au début de l'humanité cette notion d'élite n'existe pas, mais avec la dégénérescence humaine liée à l'écoulement du cycle, l'essence de la tradition — l'ésotérisme — n'est plus accessible au grand nombre. Dans les trois monothéismes abrahamiques, l'exotérisme prend une forme religieuse : la religion est une forme traditionnelle exotérique qui fait jouer un rôle central à la notion de création et qui suppose un dogme, un rituel et une morale. Pour Guénon, il existe des traditions où la séparation ésotérisme/exotérisme n'existe pas vraiment (hindouisme, lamaïsme tibétain) tant l'ésotérisme imprègne tout. En Chine, les deux sont totalement séparés (confucianisme pour l'exotérisme et taoïsme pour l'ésotérisme), ce qui explique que le bouddhisme ait pu facilement s'insérer entre les deux. Les deux niveaux se superposent dans l'islam (avec le soufisme) et le judaïsme (avec la kabbale),. Guénon juge impératif que celui qui veut suivre une voie ésotérique, se rattache en premier lieu à une forme traditionnelle — et une seule — et en observe les prescriptions exotériques, comme lui-même a adopté l’islam en vue du soufisme.
En Occident, la situation est plus complexe en raison de l'avènement de la « modernité », que Guénon situe au début du XIVe siècle lorsque Philippe le Bel contesta l'autorité de Boniface VIII et sa doctrine des deux glaives, et qu'il abolit l'ordre du Temple qui assurait une transmission initiatique dans le cadre chrétien d'une « voie de la connaissance »,. Pour Guénon, si l'Église catholique a bien conservé sa dimension religieuse authentique, sa dimension ésotérique est, quant à elle, très marginalisée. Les derniers vestiges d'une transmission ésotérique chrétienne ont échoué dans certains segments de la franc-maçonnerie et du compagnonnage,,.

### Principe et manifestation
Dans son Dictionnaire de René Guénon, Vivenza rapporte que, métaphysiquement parlant, le Principe suprême, qui est absolu et infini, s’identifie au Non-Être, qui est le principe de l’Être qui, lui, est le principe de la manifestation. Ces deux aspects — « non-qualifié » ou « suprême » et « qualifié » ou « ontologique » — du Principe en soi forment la non-manifestation ou, selon une autre terminologie, Dieu dans son indivisible unité. L’Être correspond donc à l'aspect « personnel » de Dieu, celui des religions. Le Principe est à la fois transcendant (ce qui exclut tout panthéisme) et immanent à la manifestation (ce qui exclut tout rejet du monde comme le voulait le gnosticisme).
Selon Guénon, l'essence fondamentale de l'individu est non-différente de l'Absolu. Le sens ultime de l'existence est de retrouver et de s'unir au Principe infini. Cet état est atteint lors de la délivrance.
Les grandes traditions de l'Asie (tout particulièrement l'Advaïta védanta, le taoïsme et le soufisme) ont un rôle paradigmatique dans les écrits de Guénon. Il les considère comme l'expression la plus rigoureuse de la pure métaphysique, cette sagesse supra-formelle et universelle, qui n'est « ni d'Orient ni d'Occident ».

### Connaître c'est être
Dans l'Introduction générale à l'étude des doctrines hindoues, Guénon avait introduit la notion centrale d'« intuition intellectuelle » et d'« intellect pur » (la buddhi des doctrines hindoues), c'est-à-dire la connaissance supra-rationnelle,,, intemporelle, située au-delà de la dualité sujet-objet,. Cette connaissance est le fruit d’une réalisation spirituelle effective, une porte vers la Délivrance. Guénon affirme que du point de vue de la métaphysique, connaître et être sont indissociables et que l'intellectualité véritable est une avec la spiritualité (dans son sens étymologique, comme dans « Saint-Esprit »):
« 
En indiquant les caractères essentiels de la métaphysique, nous avons dit qu’elle constitue une connaissance intuitive, c’est-à-dire immédiate, s’opposant en cela à la connaissance discursive et médiate de l’ordre rationnel. L’intuition intellectuelle est même plus immédiate encore que l’intuition sensible, car elle est au-delà de la distinction du sujet et de l’objet que cette dernière laisse subsister ; elle est à la fois le moyen de la connaissance et la connaissance elle-même, et, en elle, le sujet et l’objet sont unifiés et identifiés. D’ailleurs, toute connaissance ne mérite vraiment ce nom que dans la mesure où elle a pour effet de produire une telle identification, mais qui, partout ailleurs, reste toujours incomplète et imparfaite ; en d’autres termes, il n’y a de connaissance vraie que celle qui participe plus ou moins à la nature de la connaissance intellectuelle pure, qui est la connaissance par excellence.
 »

### L’âge sombre
Pour Guénon, se basant sur la cosmologie hindoue, la fin du cycle de l'humanité actuelle se traduit par le voilement progressif du lien avec la Tradition primordiale.
L'humanité se trouve à présent dans la dernière phase d'un Manvantara : le Kali Yuga,, l'« âge sombre », équivalent pour Guénon de l'« âge de fer » de la mythologie grecque.
D'après Guénon, « nous y sommes, dit-on, [dans le Kali Yuga] depuis déjà plus de six mille ans »,,, et « dans une phase avancée de celui-ci »,,. Guénon relève également que le début de la période dite "historique" (VIe siècle av. J.-C.) a coïncidé avec de nombreux évènements spirituels majeurs, tels que les enseignements de Confucius, de Lao Tseu et du Bouddha Shakyamuni, l'exil à Babylone des juifs, etc., mais aussi — annonçant la décadence moderne — l'apparition, en Grèce, de la démocratie et du « point de vue profane »,. En effet, Guénon voit les premiers symptômes de la déviation moderne à l'Époque classique (Ve et IVe siècles av. J.-C.) de la Grèce antique: il fait référence plus précisément aux dialogues de Platon où l'on examine « indéfiniment une même question sous toutes ses faces [...] pour aboutir à une conclusion plus ou moins insignifiante ».

### Le monde moderne et «le règne de la quantité»
Pour Guénon, le début du monde moderne commence au XIVe siècle lorsque Philippe le Bel renversa l'autorité spirituelle en mettant sous contrôle la papauté qu'il transfère à Avignon, puis en détruisant l'ordre du Temple,. L'individualisme, qui n'existait pas encore dans la Grèce antique, s'affirma de plus en plus : humanisme, renaissance, protestantisme (avec le libre examen). Guénon déclare que l'individualisme — « la négation de tout principe supérieur à l'individualité » — est « la cause déterminante de la déchéance actuelle ». L'individualisme, et son corollaire le rationalisme, qui est fondé sur « la négation de l'intuition intellectuelle en tant que celle-ci est essentiellement une faculté supra-individuelle », sont systématisés par René Descartes. 
« La raison elle-même ne devait pas tarder à être rabaissée de plus en plus à un rôle surtout pratique, à mesure que les applications prendraient le pas sur les sciences qui pouvaient avoir encore un certain caractère spéculatif ; [...] l'intelligence [...] est réduite à sa partie la plus basse, et la raison elle-même n'est plus admise qu'en tant qu'elle s'applique à façonner la matière pour des usages industriels. Après cela, il ne restait qu'un pas à faire : c'était la négation totale de l'intelligence et de la connaissance, la substitution de l'« utilité » à la « vérité » ; ce fut le « pragmatisme. »
 Le mouvement descendant du cycle attire l'humanité désormais vers son pôle inférieur, avec pour conséquence le développement du matérialisme et du « règne de la quantité ». Cela se traduit par ailleurs par une confusion entre le psychique et le spirituel, ce dernier étant souvent confondu avec « l'irrationnel », les phénomènes paranormaux, la magie, etc., qui ne sont que des manifestations psychiques.

### L’avènement de la «contre-tradition»
Après le règne du matérialisme, le fait religieux va revenir en force mais sous une forme parodique : c'est la contre-tradition, que Guénon identifie au règne de l'Antéchrist de l'eschatologie chrétienne et islamique. Les forces psychiques les plus inférieures s'emparent du monde et singent les anciennes traditions spirituelles,.
Dans Le règne de la quantité et les signes des temps, Guénon décrit les différentes étapes de cette contre-tradition, suivies de la restauration de la Tradition lors de la venue du nouveau cycle. Il y explique, par ailleurs, que l'avènement du monde moderne et son effondrement sont les conséquences inéluctables de la dégénérescence croissante de l'humanité liée, conformément au « plan divin », à l'écoulement du cycle,: il s'agit d'épuiser définitivement les facultés inférieures de l'humanité avant l'arrivée d'un nouveau cycle.

### Franc-maçonnerie et soufisme
Guénon a milité dans ses premiers ouvrages pour une restauration de la spiritualité traditionnelle en Occident sur la base du catholicisme et des sphères de la franc-maçonnerie restées fidèles à la Tradition. Selon Jean-Marc Vivenza, Guénon entend par « Maçonnnerie traditionnelle [...], la Maçonnerie authentiquement initiatique et non la Maçonnerie moderne à visée purement sociale et aux préoccupations fort peu spirituelles. Le sens de ses critiques à l'égard de la dégénérescence visible de pans entiers de l'organisation maçonnique et, en particulier, d'une Maçonnerie moderne ayant évacué toute référence au « Grand Architecte de l'Univers », ne laissent planer aucun doute sur la teneur de son opinion à ce sujet [...] ». Le passage au XVIIIe siècle de la maçonnerie opérative — initiation liée à un métier en vue d'une réalisation spirituelle effective — à la maçonnerie spéculative a eu comme conséquence la substitution d'une initiation réelle par une initiation virtuelle, malgré le maintien, dans le meilleur des cas, du symbolisme d'origine.
Après son départ pour Le Caire en 1930 où il passa le reste de sa vie comme musulman soufi, beaucoup de ses lecteurs se tournèrent vers les traditions orientales, en particulier vers le soufisme. Certains allèrent en Afrique du Nord, alors colonie ou protectorat français, pour y chercher une initiation soufie. Le plus connu parmi eux fut Frithjof Schuon qui, encore jeune, avait été bouleversé par la lecture de Guénon.
En 1936, Schuon fonda une branche d'une confrérie soufie (tariqa) en Europe, dans un premier temps à Bâle, Lausanne et Amiens,. Les premiers cercles initiatiques « guénoniens » soufis apparurent donc, Schuon jouant le rôle de maître spirituel ou « cheikh » (il se considéra cheikh à la suite de la mort de son propre maître et d'un rêve partagé par certains de ses disciples). Un roumain, Michel Vâlsan, diplomate à Paris, rejoignit ce groupe. Il allait jouer un rôle important dans la succession de Guénon car après la quasi-rupture entre Schuon et Guénon, Vâlsan resta fidèle à ce dernier et prit la direction de la branche parisienne de la tariqa.
Si l'influence de Guénon sur la franc-maçonnerie jusqu'en 1940 fut quasiment nulle, la situation changea après la guerre, qui avait désorganisé la maçonnerie en raison des persécutions du régime de Vichy : on constata un intérêt grandissant pour la spiritualité (sauf peut-être dans le Grand Orient de France). Certaines loges d'inspiration guénonienne se formèrent, comme La Grande Triade en 1947 avec le concours notamment de Denys Roman et de Jean Reyor, ou Les Trois anneaux en 1949,. Depuis lors, un très grand nombre de loges liées à la Grande Loge nationale française ou la Grande Loge de France furent inspirées par la pensée de Guénon à des niveaux très divers. Guénon fut essentiellement un passeur, un éveilleur, dont l'œuvre avait pour principale vocation de transmettre les « vérités traditionnelles » et stimuler des vocations spirituelles.
Son influence fut déterminante dans tous les horizons spirituels. Ananda Coomaraswamy était hindou. Frithjof Schuon, Michel Vâlsan, Martin Lings, Jean-Louis Michon, Titus Burckhardt, Hossein Nasr furent initiés au soufisme. D'autres demeurèrent chrétiens, notamment le philosophe des religions Jean Borella. Marco Pallis était, quant à lui, bouddhiste et Léo Schaya, juif devenu soufi. Certains représentants influents de cette école en Europe du Nord sont également soufis : Kurt Almqvist et Tage Lindbom.

## Influence dans le milieu universitaire
La pensée traditionaliste a eu une certaine influence dans le domaine des sciences comparatives des religions et notamment sur Mircea Eliade,, qui déclara en 1932 que Guénon était « l'homme le plus intelligent du XXe siècle  ». Eliade approfondit l’œuvre de Guénon, en particulier "L’Introduction générale à l'étude des doctrines hindoues" et "L'Homme et son devenir selon le Vêdânta", durant son séjour en Inde en 1929-1931. Après-guerre, Guénon se félicitera qu'Eliade reprenne la thèse de l'universalité de ces symboles qu'il développera plus particulièrement dans son Traité d'histoire des religions publié en 1949 et préfacé par Georges Dumézil,,.
Des académiciens contemporains comme Huston Smith, William Chittick, Harry Oldmeadow, James Cutsinger, Georges Vallin, Hossein Nasr et Elémire Zolla ont promu le pérennialisme comme alternative à l'approche laïque et profane du phénomène religieux[réf. nécessaire].

### Études sur le traditionalisme
Le traditionalisme et l'école traditionaliste sont un champ d'études de l'histoire de la pensée, des sciences des religions et de la sociologie des religions. Ces études se focalisent sur la vie et l'œuvre de René Guénon, de ses continuateurs, ainsi que des groupes et institutions de cette mouvance, bien que plusieurs de ces groupes ne sont, pour Guénon, qu’une parodie du véritable traditionalisme, n'ayant ni base doctrinale ni rattachement initiatique valables. En fait, pour Guénon, « le mot « traditionalisme » désigne seulement une tendance qui peut être plus ou moins vague et souvent mal appliquée, parce qu’elle n’implique aucune connaissance effective des vérités traditionnelles ».
En France les études sur le traditionalisme ont commencé en 1971 avec la publication d'un article de Jean-Pierre Laurant : « Le problème de René Guénon » dans la Revue de l'histoire des religions. Durant les années 1980, on assista à un développement des travaux universitaires sur Guénon et, dans les pays anglo-saxons, principalement sur Julius Evola. Ce n'est pas avant les années 1990 qu'ont été publiés en anglais des travaux académiques sur le phénomène plus vaste du traditionalisme.

### Controverses
Les traditionalistes sont généralement peu réceptifs aux travaux universitaires. Guénon lui-même reproche au monde académique son refus d’admettre la possibilité d’une connaissance supra-rationnelle, de ne pouvoir dépasser un « savoir tout extérieur ».
Des controverses suivent la publication du livre de Mark J. Sedgwick Against the Modern World (Contre le monde moderne) en 2004 : des traditionalistes publient des comptes rendus très critiques, blâmant non seulement le livre mais aussi son auteur, l'accusant de divers motifs personnels et d'une méthode de recherche superficielle,. Sedgwick rejette ces accusations et maintient que ses motivations sont les mêmes que celles de n'importe quel historien. Cependant, un universitaire comme Xavier Accart, auteur d'une thèse sur Guénon (Guénon ou le renversement des clartés), publie également un compte-rendu très critique à l'endroit de l'ouvrage de Sedgwick, pointant notamment le fait que son « approche de l’œuvre de Guénon […] reste trop en surface pour permettre une compréhension approfondie de sa réception », ou encore interrogeant « la validité de cet objet [le « Traditionalisme »] construit par l’auteur » qui « semble projeter plus d’obscurité que de lumière ».
Le courant pérennialiste est parfois associé aux mouvements d'extrême-droite surtout en raison du fait que Julius Evola s'est réclamé de ce courant et de l'œuvre de René Guénon. Cette association a été remise en cause par plusieurs auteurs comme Xavier Accart dans Guénon ou le renversement des clartés, montrant que Guénon émettait de très sérieuses réserves sur Evola et s'inquiétait de toute récupération politique de sa propre œuvre, qu'il disait rejeter par avance.
Comme Daniel Lindenberg l'écrivit en 2007 commentant le livre d'Accart:
« 
M. Accart touche l'essentiel lorsqu'il établit de façon définitive que la visée de Guénon est métapolitique. Il ne s'agit pas de rectifier la grande « Déviation » en collaborant avec tel ou tel régime politique. La constitution d'une « élite » est une entreprise d'ordre purement spirituel, quasiment hors du monde, comme le prouve la retraite de Guénon en Égypte [...] Il juge sévèrement les dictatures totalitaires, surtout lorsqu'elles semblent caricaturer l'enseignement traditionnel. [...] Julius Evola est le contre-exemple, qui s'engagera à fond derrière Mussolini et prononcera des conférences devant le gratin SS. Mais ce sera justement en donnant à la violence un rôle salvateur que Guénon n'avalisera jamais, quelle qu'ait pu être leur proximité intellectuelle par ailleurs.
 »

## Personnalités
Parmi les principaux auteurs du courant de pensée « pérennialiste » ou « traditionaliste » ayant écrit ou ayant été traduits en français, on peut citer René Guénon, Ananda Coomaraswamy, Frithjof Schuon, Mircea Eliade, Titus Burckhardt, Martin Lings, Hossein Nasr, Michel Vâlsan, Jean Borella, Marco Pallis, Alain Daniélou, Jean Hani, Elémire Zolla, Georges Vallin, Jean-Louis Michon, Patrick Laude. Parmi les auteurs influencés par la pensée — apolitique — de Guénon, Mark Sedgwick mentionne les théoriciens politiques Julius Evola (qui nia toutefois plusieurs éléments importants du corpus guénonien) et Alexandre Douguine (dont le traditionalisme au sens guénonien est contesté).

### Religion comparée
- Patrick Ringgenberg, Diversité et unité des religions chez René Guénon et Frithjof Schuon, préface de Jean-Pierre Brach, Paris, L'Harmattan, 2010,  (ISBN 978-2-296-12762-3)
- William W. Quinn, Jr., The Only Tradition (1996)  (ISBN 0-7914-3213-0)
- Seyyed Hossein Nasr, Knowledge and the Sacred (1989)  (ISBN 0-7914-0177-4)
- Harry Oldmeadow, Traditionalism: Religion in the Light of the Perennial Philosophy (2000)  (ISBN 955-9028-04-9)
- Huston Smith, Forgotten Truth: The Common Vision of the World's Religions (1976), reprint ed. 1992, Harper SanFrancisco,  (ISBN 0-06-250787-7)

### Travaux publiés en français

#### Travaux centrés sur René Guénon
- Jean-Pierre Laurant, « Le problème de René Guénon », Revue de l'histoire des religions,‎ 1971
- Marie-France James, Ésotérisme et Christianisme : autour de René Guénon, 1981
- Pierre-Marie Sigaud (éd.), René Guénon, coll. « Dossiers H », 1984.
- Jean-Pierre Laurant et Paul Barbanegra (éds), René Guenon, coll. « Cahiers de l'Herne », 1985
- Antoine Faivre, « Dossier sur le Pérennialisme », Aries, no 11,‎ 1990
- David Gattegno, René Guénon, Puiseaux (France), Pardès, coll. « Qui suis-je », 2001, 128 p. (ISBN 2-86714-238-5)
- Xavier Accart, Guénon ou le renversement des clartés : Influence d'un métaphysicien sur la vie littéraire et intellectuelle française (1920-1970), Paris, Archè EDIDIT, 2005, 1222 p. (ISBN 978-2-912770-03-5)
- Jean-Pierre Laurant, René Guénon : Les enjeux d'une lecture, 2006 (ISBN 2-84454-423-1)

#### Autres travaux
- Claudio Mutti, La grande influence de René Guénon en Roumanie, suivi de Julius Evola en Europe de l’Est, Akribeia, 2002.
- Patrick Laude (dir.) et Jean-Baptiste Aymard (dir.), Frithjof Schuon, Lausanne, L’Âge d’Homme, coll. « Les Dossiers H », 2002, 484 p. (ISBN 978-2-8251-1458-2, lire en ligne). Recueil d’articles de M. Lings, J. Biès, J. Hani, J. Cutsinger, S.H. Nasr, R. Shah-Kazemi, M. Perry, M. Soares de Azevedo, W. Stoddart, etc.
- Christophe Boutin, Politique et tradition, Julius Evola dans le siècle, Paris, Kimé, 1992 (ISBN 9782908212150). Étude récompensée par le prix Montesquieu.
- Tayeb Chouiref, Titus Burckhardt : biographie, souvenirs et témoignages, Wattrelos, Tasnîm, 2020, 260 p. (ISBN 979-109130027-8).
- Adriano Romualdi (trad. Philippe Baillet), Julius Evola, l'homme et l'œuvre, Puiseaux/Paris, Pardès / éd. de la Maisnie, 1985, 170 p. (ISBN 2-85707-163-9 et 2-86714-005-6).
- Jean-Paul Dous, La Philosophie politique de Julius Evola (mémoire pour le diplôme de l'IEP de Bordeaux - dir. Jacques Ellul et Jean-Louis Martres), 1980, 166 p.
- Patrick Laude, Clefs métaphysiques de la Sophia perennis, Lachapelle-sous-Aubenas, Hozhoni, 2020, 598 p. (ISBN 978-237241075-5)
- Jean-Paul Lippi, Evola, Éditions Pardès, coll. « Qui suis-je ? », 1999.
- Jean-Paul Lippi, Julius Evola - métaphysicien et penseur politique - essai d'analyse structurale, Lausanne, Éditions L'Âge d'Homme, 1998, 312 p. (ISBN 2-8251-1125-2)

### Travaux publiés en anglais
- Carl W Ernst, « Traditionalism, the Perennial Philosophy and Islamic Studies », MESA Bulletin (1994)
- Andrew Rawlinson, The Book of Enlightened Masters: Western Teachers in Eastern Traditions  (ISBN 0-8126-9310-8)
- Mark J. Sedgwick, Against the Modern World: Traditionalism and the Secret Intellectual History of the Twentieth Century  (ISBN 0-19-515297-2)
- Fernando Ranjit (ed.), The Unanimous Tradition, Essays on the essential unity of all religions, Sri Lanka Institute of Traditional Studies, 1991  (ISBN 955 9028 01 4). Articles de Joseph Epes Brown, Titus Burckhardt, Rama P. Coomaraswamy, Gai Eaton, Isaline B. Horner, Toshihiko Izutsu, Martin Lings, Seyyed Hossein Nasr, Lord Northbourne, Marco Pallis, Whitall N. Perry, Léo Schaya, Frithjof Schuon, Philip Sherrard, William Stoddart, Elémire Zolla.
- Harry Oldmeadow, Traditionalism: Religion in the Light of the Perennial Philosophy, Sophia Perennis, 2011  (ISBN 978-159731131-1)
- Mahmoud Bina, Philosophy of Science in the Light of the Perennial Wisdom, World Wisdom, 2020  (ISBN 978-193659768-0)
- Huston Smith, Forgotten Truth: The Common Vision of the World's Religions, HarperOne, 1992  (ISBN 978-006250787-7)
- Martin Lings & Clinton Minnaar (eds.), The Underlying Religion: An Introduction to the Perennial Philosphy, World Wisdom, 2007  (ISBN 978-1-933316-43-7). Articles de Titus Burckhardt, Ananda Coomaraswamy, René Guénon, Tage Lindbom, Martin Lings, Marco Pallis, Seyyed Hossein Nasr, Lord Northbourne, Whitall Perry, Frithjof Schuon, Reza Shah-Kazemi, Philip Sherrard, William Stoddart.